# سمير ناير
سمير ناير (بالإنجليزية: Sameer Nair)‏ هو شخصية أعمال هندي، ولد في 1965 في مومباي في الهند.